# Epitrioza dangchangana
Epitrioza dangchangana är en insektsart som beskrevs av Yang och Li 1981. Epitrioza dangchangana ingår i släktet Epitrioza och familjen spetsbladloppor. Inga underarter finns listade i Catalogue of Life.